# Лук индерский
Лук индерский (лат. Allium inderiense) — многолетнее травянистое растение, вид рода Лук (Allium) семейства Луковые (Alliaceae).

## Распространение и экология
В природе ареал вида охватывает Арало-Каспийский регион и окрестности озера Балхаш. Занесён в Красную книгу России.
Произрастает по солонцеватым степям.

## Ботаническое описание
Луковицы яйцевидно-конические, толщиной 0,7–1,5 см, длиной 1–4 см, по 1–4 прикреплены к косому корневищу, с бурыми сетчатыми оболочками. Стебель высотой 20–40 см, при основании или на четверть одетый гладкими влагалищами листьев.
Листья в числе 3–5 линейные, шириной 1–3 мм, желобчатые, по краю обычно шероховатые, короче стебля.
Зонтик пучковатый или пучковато-полушаровидный, реже полушаровидный, сравнительно немногоцветковый, густой. Листочки колокольчатого околоцветника розово-фиолетовые, с более тёмной жилкой, длиной 7–10 мм, равные, оттянутые, острые, наружные — продолговато-ланцетные, внутренние — ланцетные. Нити тычинок равны листочкам околоцветника, у основания между собой и с околоцветником сросшиеся, цельные, наружные треугольно-шиловидные, внутренние узко-треугольные; пыльники фиолетовые. Столбик выдается из околоцветника.
Коробочка с почти округлыми выемчатыми створками, в 2 раза короче околоцветника.

## Таксономия
Вид Лук индерский входит в род Лук (Allium) семейства Луковые (Alliaceae) порядка Спаржецветные (Asparagales).
|  |                                      |  |                                                             |                                                             |                   |  | ещё 24 семейства (согласно Системе APG II) | ещё 24 семейства (согласно Системе APG II) |                     |  |  |  | ещё более 870 видов |
|  |                                      |  |                                                             |                                                             |                   |  | ещё 24 семейства (согласно Системе APG II) | ещё 24 семейства (согласно Системе APG II) |                     |  |  |  | ещё более 870 видов |
|  |                                      |  |                                                             | порядок Спаржецветные                                       |                   |  |                                            |                                            | род Лук             |  |  |  |                     |
|  |                                      |  |                                                             | порядок Спаржецветные                                       |                   |  |                                            |                                            | род Лук             |  |  |  |                     |
|  | отдел Цветковые, или Покрытосеменные |  |                                                             |                                                             | семейство Луковые |  |                                            |                                            | вид Лук индерский   |  |  |  |                     |
|  | отдел Цветковые, или Покрытосеменные |  |                                                             |                                                             | семейство Луковые |  |                                            |                                            |                     |  |  |  |                     |
|  |                                      |  | ещё 44 порядка цветковых растений (согласно Системе APG II) | ещё 44 порядка цветковых растений (согласно Системе APG II) |                   |  |                                            | ещё около 300 родов                        | ещё около 300 родов |  |  |  |                     |
|  |                                      |  |                                                             | ещё 44 порядка цветковых растений (согласно Системе APG II) |                   |  |                                            |                                            | ещё около 300 родов |  |  |  |                     |